# Tales of Us
Tales of Us är det sjätte studioalbumet av den engelska elektroniska musikduon Goldfrapp, utgivet den 6 september 2013 på Mute Records. Efter den svängiga synthpop- och discostilen hos föregångaren Head First blev Tales of Us en tillbakagång till duons lågmälda rötter blandat med folktronica-soundet på Seventh Tree. Heather Phares på Allmusic kallade albumet för "Goldfrapps mest sofistikerade verk hittills". Det har uppnått fjärde plats på den brittiska albumlistan. Låten "Drew" släpptes som albumets första singel den 15 juli 2013, dock med blygsamma placeringar på listorna.

## Bakgrund
Goldfrapp började spela in sitt sjätte album i april 2011. Inspelningen ägde rum på den engelska landsbygden medan albumet mixades i London.
Bandet meddelade titeln på albumet den 11 juni 2013. Samtliga låttitlar utom "Stranger" är personnamn. Vidare presenterades även återlanseringen av duons webbplats med en trailervideo av Lisa Gunning. Goldfrapp kommer att framföra låtar från Tales of Us vid Manchester International Festival i juli 2013. Som första singel från albumet valdes "Drew", utgiven tillsammans med en musikvideo den 15 juli 2013. Den hade radiopremiär på BBC Radio 6 Music.

## Kommersiell prestation
Tales of Us debuterade som nummer fyra på den brittiska albumlistan med 13 817 sålda exemplar under första veckan, vilket innebar Goldfrapps fjärde topp 10-album i rad.

## Låtlista
Alla låtar är skrivna och komponerade av Alison Goldfrapp och Will Gregory. 
| Nr  | Titel    | Längd |
| --- | -------- | ----- |
| 1.  | Jo       | 4:38  |
| 2.  | Annabel  | 4:01  |
| 3.  | Drew     | 4:46  |
| 4.  | Ulla     | 3:49  |
| 5.  | Alvar    | 5:38  |
| 6.  | Thea     | 4:50  |
| 7.  | Simone   | 4:18  |
| 8.  | Stranger | 4:12  |
| 9.  | Laurel   | 4:10  |
| 10. | Clay     | 4:20  |

| 1. | Alvar (Live)                             |  |
| 2. | Drew (Live)                              |  |
| 3. | Jo (Live)                                |  |
| 4. | Stranger (Moog Remix)                    |  |
| 5. | Lee                                      |  |
| 6. | Nowhere Boy (filmmusik från Nowhere Boy) |  |

| 1. | Drew (Video)    |  |
| 2. | Annabel (Video) |  |

## Medverkande
Medverkande är hämtade ur albumhäftet till Tales of Us.
Goldfrapp
- Alison Goldfrapp – sång, art director, instrument, produktion
- Will Gregory – instrument, produktion, stråkarrangemang

Övriga
| - John Dent – mastering - Annemarieke van Drimmelen – fotografi - Steve Evans – ytterligare programmering (3, 6, 7, 10) - Fascination Management – managemer - Greg Freeman – ytterligare ljudteknik (1, 3–5, 10) - Lenka Rayn H. – ytterligare fotografi - Nick Ingman – stråkdirigent, stråkorkestrering | - Aidan Love – ytterligare programmering (7) - Mat Maitland – art director - Eduardo de la Paz – assisterande mixning (alla spår); ytterligare ljudteknik (7) - Julie Rubio – bildbehandling - Craig Silvey – mixning - Gary Thomas – stråktekniker |

## Listplaceringar
| Lista (2013)                            | Högsta position |
| --------------------------------------- | --------------- |
| Australien                              | 15              |
| Belgien (Flandern)                      | 6               |
| Belgien (Vallonien)                     | 14              |
| Danmark                                 | 23              |
| Finland                                 | 32              |
| Frankrike                               | 33              |
| Irland                                  | 15              |
| Irland (Irish Independent Albums Chart) | 4               |
| Italien                                 | 38              |
| Nederländerna                           | 16              |
| Norge                                   | 19              |
| Portugal                                | 14              |
| Schweiz                                 | 8               |
| Skottland                               | 5               |
| Spanien                                 | 47              |
| Storbritannien                          | 4               |
| Storbritannien (UK Indie Chart)         | 3               |
| Tyskland                                | 9               |
| USA (Billboard 200)                     | 75              |
| USA (Alternative Albums)                | 16              |
| USA (Independent Albums)                | 16              |
| Österrike                               | 24              |

## Utgivningshistorik
| Region         | Datum             | Skivbolag    | Format                         |
| -------------- | ----------------- | ------------ | ------------------------------ |
| Australien     | 6 september 2013  | Mute Records | CD, digital nedladdning        |
| Irland         | 6 september 2013  | Mute Records | CD, digital nedladdning        |
| Nederländerna  | 6 september 2013  | Mute Records | CD, LP+CD                      |
| Tyskland       | 6 september 2013  | Mute Records | CD, LP+CD, digital nedladdning |
| Frankrike      | 9 september 2013  | Mute Records | CD, LP+CD, digital nedladdning |
| Italien        | 9 september 2013  | Mute Records | CD, LP+CD, digital nedladdning |
| Nederländerna  | 9 september 2013  | Mute Records | Digital nedladdning            |
| Sverige        | 9 september 2013  | Mute Records | Digital nedladdning            |
| Storbritannien | 9 september 2013  | Mute Records | CD, LP+CD, digital nedladdning |
| USA            | 10 september 2013 | Mute Records | CD, digital nedladdning        |
| Sverige        | 11 september 2013 | Mute Records | CD                             |
| Storbritannien | November 2013     | Mute Records | Deluxe samlingsbox             |